# Nectomys rattus
Nectomys rattus är en däggdjursart som beskrevs av Pelzen 1883. Nectomys rattus ingår i släktet vattenrisråttor och familjen hamsterartade gnagare. Inga underarter finns listade i Catalogue of Life.
Färgen på ovansidan kan variera mellan brun- och svartaktig liksom hos svartråttan (Rattus rattus). Arten har däremot många hår med vita spetsar på kroppens sidor, på bröstet och på buken. Huvudet kännetecknas av en svart ring kring varje öga, av mörkbruna regnbågshinnor, av gulbruna framtänder och av avrundade mörkgrå öron. På svansen förekommer fjäll men även några hår. Framtassarnas tumme är bara en stubbe som bär en nagel. Mellan tårna finns delvis simhud. Några populationer som tidigare listades som underarter till vanlig vattenrisråtta och som nu ingår i Nectomys rattus hade följande storlek. Kroppslängd (huvud och bål) 175 till 213 mm, svanslängd 165 till 225 mm, bakfötter 43 till 51 mm, öron cirka 24 mm.
Arten förekommer i norra Sydamerika från östra Peru och Colombia till regionen Guyana och centrala Brasilien. Habitatet utgörs av regnskogar i låglandet, av andra skogar nära vattenansamlingar, av landskapen Cerradon och Caatinga samt av ängar med högt gräs. Nectomys rattus besöker även jordbruksmark.